# Grand Prix FINA de nage en eau libre 2011
Navigation
2010 2012
L'édition 2011 du Grand Prix FINA de nage en eau libre, se dispute durant les mois de janvier et septembre.
Les étapes répartis sur 4 continents sont au nombre de 11.
La FINA décide d'annuler l'épreuve du Sumidero Canyon au Mexique en raison de la qualité de l'eau et afin de préserver la santé des nageurs.
L'épreuve de Jabelah en Syrie est également annulée en raison de la situation politique dans le pays.

## Les étapes
| Date         | Lieu                   | Distance | Dotation |
| ------------ | ---------------------- | -------- | -------- |
| 23 janvier   | Rosario                | 15 km    | 10 000 $ |
| 30 janvier   | Santa Fe - Rio Corondo | 57 km    | 11 000 $ |
| 5 février    | Viedma                 | 12 km    | 15 000 $ |
| 13 février   | Hernandarias - Paraná  | 88 km    | 12 000 $ |
| 7 mai        | Canyon du Sumidero     | 15 km    | 15 000 $ |
| 19 juin      | Capri - Napoli         | 36 km    | 20 000 $ |
| 30 juillet   | Lac Saint-Jean         | 32 km    | 40 000 $ |
| 6 août       | Lac Magog              | 34 km    | 25 000 $ |
| 7 août       | Šabac                  | 19 km    | 12 000 $ |
| 14 août      | Lac d'Ohrid            | 30 km    | 25 000 $ |
| 17 septembre | Jabelah                | 30 km    |          |

## Attribution des points
À chacune des étapes du circuit 2011 du Grand Prix de nage en eaux libres, des points sont attribués suivant la grille suivante à tous les nageurs terminant la course dans le délai imparti.
| Classement | Dotation de 25 000 $ ou plus | Dotation entre 20 000 $ et 24 999 $ | Dotation de moins de 20 000 $ |
| ---------- | ---------------------------- | ----------------------------------- | ----------------------------- |
| 1          | 25                           | 20                                  | 15                            |
| 2          | 19                           | 16                                  | 11                            |
| 3          | 16                           | 14                                  | 9                             |
| 4          | 13                           | 12                                  | 7                             |
| 5          | 11                           | 10                                  | 6                             |
| 6          | 9                            | 8                                   | 5                             |
| 7          | 7                            | 6                                   | 4                             |
| 8          | 5                            | 4                                   | 3                             |
| >8         | 4                            | 3                                   | 2                             |

## Classement

### Hommes
| Place | Nom               | Nationalité       | Point |
| ----- | ----------------- | ----------------- | ----- |
| 1     | Petar Stoychev    | Bulgarie          | 101   |
| 2     | Andrea Volpini    | Italie            | 78    |
| 3     | Evgenij Pop Acev  | Macédoine du Nord | 56    |
| 4     | Tomi Stafanovski  | Macédoine du Nord | 49    |
| 5     | Ian Van Der Hulst | Pays-Bas          | 43    |

### Femmes
| Place | Nom                | Nationalité | Point |
| ----- | ------------------ | ----------- | ----- |
| 1     | Pilar Geijo        | Argentine   | 123   |
| 2     | Esther Nuñez       | Espagne     | 102   |
| 3     | Allessandra Romiti | Italie      | 47    |
| 4     | Aurélie Cote       | Canada      | 41    |
| 5     | Karla Sitic        | Croatie     | 40    |

## Vainqueurs par épreuve
| Étapes                 | Hommes            | Hommes             |                  | Femmes             | Femmes |
| Étapes                 | Vainqueur         | Temps              | Vainqueur        | Temps              |        |
| Rosario                | Francisco Hervas  | 2 h 02 min 55 s    | Cecilia Biagioli | 2 h 04 min 41 s    |        |
| Santa Fe - Rio Corondo | Petar Stoychev    | 8 h 14 min 41 s 12 | Cecilia Biagioli | 8 h 15 min 27 s 31 |        |
| Viedma                 | Evgeny Drattsev   | 2 h 33 min 07 s    | Eva Fabian       | 2 h 53 min 44 s    |        |
| Hernandarias - Paraná  | Andrea Volpini    | 9 h 06 min 05 s    | Pilar Geijo      | 9 h 30 min 43 s    |        |
| Capri - Napoli         | Rotislav Vltek    | 7 h 05 min 49 s    | Pilar Geijo      | 7 h 34 min 21 s    |        |
| Lac Saint-Jean         | Petar Stoychev    | 6 h 36 min 30 s    | Pilar Geijo      | 7 h 11 min 58 s    |        |
| Lac Magog              | Petar Stoychev    | 7 h 25 min 05 s    | Pilar Geijo      | 7 h 51 min 29 s    |        |
| Šabac                  | Guillermo Bertola | 2 h 43 min 59 s    | Karla Sitic      | 2 h 55 min 52 s    |        |
| Ohrid Lake             | Petar Stoychev    | 5 h 35 min 13 s    | Karla Sitic      | 5 h 52 min 55 s    |        |